# Syngrapha insignita
Syngrapha insignita är en fjärilsart som beskrevs av Reuter 1893. Syngrapha insignita ingår i släktet Syngrapha och familjen nattflyn. Inga underarter finns listade i Catalogue of Life.